# 窪川警察署
窪川警察署（くぼかわけいさつしょ）は、高知県警察が管轄する警察署の一つ。

## 所在地
- 高知県高岡郡四万十町榊山町4番19号

## 管轄区域
- 高岡郡四万十町

## 沿革
- 1901年(明治34年)4月 - 須崎警察署窪川分署が設置される[1]。
- 1913年(大正2年)9月1日 - 須崎警察署窪川村巡査部長派出所に降格[1]。
- 1921年(大正10年)7月1日 - 須崎警察署窪川分署に昇格[1]。
- 1926年(大正15年)7月1日 - 窪川警察署に昇格[1]。
- 1948年(昭和23年)2月1日 - 国家地方警察高知県本部に移管され、高幡地区警察署に改称[1]。
- 1952年(昭和27年)1月1日 - 窪川地区警察署に改称[1]。
- 1954年(昭和29年)7月1日 - 高知県警察に移管され、高知県窪川警察署に改称[1]。

## 組織
- 警務課
- 会計庶務課
- 刑事生活安全課
- 地域課
- 交通課
- 警備課

## 駐在所
- 仁井田駐在所 - 高岡郡四万十町下呉地242番地13
- 東又駐在所 - 高岡郡四万十町黒石585番地5
- 興津駐在所 - 高岡郡四万十町興津2333番地5
- 松葉川駐在所 - 高岡郡四万十町七里甲161番地1
- 大正駐在所 - 高岡郡四万十町大正310番地1
- 十川駐在所 - 高岡郡四万十町十川25番地5

## 周辺
- 窪川駅
- 四万十町役場
- ホームストック窪川店

## アクセス
- JR土讃線、土佐くろしお鉄道中村線窪川駅下車